# Sampang (Regierungsbezirk)
Sampang ist ein indonesischer Regierungsbezirk (Kabupaten) in der Provinz Jawa Timur, im Westen der Insel Java. Ende 2021 lebten hier etwas über 900.000 Menschen. Hauptstadt und Regierungssitz des Verwaltungsdistrikts ist die Stadt Sampang. 

## Geografie
Der Regierungsbezirk erstreckt sich zwischen 6°05′ und 7°13′ s. Br. sowie 113°08′ und 113°39′ ö. L. im westlichen Zentrum der Insel Madura. Er grenzt im Osten an den Regierungsbezirk Pamekasan und im Westen an den Regierungsbezirk Bangkalan. Im Norden bilden die Javasee und im Süden die Straße von Madura eine natürliche Grenze.

### Verwaltungsgliederung
Administrativ gliedert sich Sampang in 14 Distrikte (Kecamatan). Diese werden in 186 Dörfer aufgespalten, davon sechs städtischen Typs (Kelurahan).
| Code 1   | Kecamatan Distrikt | Ibu Kota Verwaltungssitz | Fläche (km²) | Einwohner Census 2010 2 | Volkszählung 2020 | Volkszählung 2020 | Volkszählung 2020 | Anzahl der Dörfer 6 |
| Code 1   | Kecamatan Distrikt | Ibu Kota Verwaltungssitz | Fläche (km²) | Einwohner Census 2010 2 | Einwohner 3       | 0Dichte 40        | Sex Ratio 5       |                     |
| -------- | ------------------ | ------------------------ | ------------ | ----------------------- | ----------------- | ----------------- | ----------------- | ------------------- |
| 35.27.01 | Sreseh             | Labuhan                  | 71,95        | 28.613                  | 32.869            | 456,8             | 97,2              | 12                  |
| 35.27.02 | Torjun             | Torjun                   | 44,19        | 36.282                  | 40.153            | 908,6             | 98,0              | 12                  |
| 35.27.03 | Sampang            | Tanggumong               | 70,01        | 114.983                 | 124.390           | 1.776,8           | 98,7              | 12 / 6★             |
| 35.27.04 | Camplong           | Tambaan                  | 69,94        | 86.380                  | 84.556            | 1.209,0           | 98,9              | 14                  |
| 35.27.05 | Omben              | Rapa Laok                | 116,31       | 77.204                  | 86.800            | 746,3             | 99,1              | 20                  |
| 35.27.06 | Kedungdung         | Moktesareh               | 123,08       | 86.622                  | 96.049            | 780,4             | 98,9              | 18                  |
| 35.27.07 | Jrengik            | Kotah                    | 65,35        | 31.657                  | 36.656            | 560,9             | 99,6              | 14                  |
| 35.27.08 | Tambelangan        | Samaran                  | 89,97        | 48.395                  | 55.472            | 616,6             | 101,3             | 10                  |
| 35.27.09 | Banyuates          | Banyuates                | 141,23       | 74.282                  | 84.979            | 601,7             | 96,9              | 20                  |
| 35.27.10 | Robatal            | Robatal                  | 80,54        | 53.051                  | 58.814            | 730,3             | 101,6             | 9                   |
| 35.27.11 | Sokobanah          | Tamberuh Barat           | 108,51       | 64.292                  | 74.161            | 683,5             | 98,0              | 12                  |
| 35.27.12 | Ketapang           | Ketapang Barat           | 125,28       | 88.252                  | 89.616            | 715,3             | 96,6              | 14                  |
| 35.27.13 | Pangarengan        | Apaan                    | 42,69        | 21.120                  | 24.235            | 567,7             | 98,9              | 6                   |
| 35.27.14 | Karangpenang       | Karang Penang Onjur000   | 84,25        | 66.639                  | 80.944            | 960,8             | 99,4              | 7                   |
| 35.27    | Kab. Sampang000    | Sampang                  | 1.233,30     | 877.772                 | 969.694           | 786,3             | 98,7              | 186                 |
★ Der Distrikt Sampang gliedert sich in 6 Kelurahan und 12 Desa

## Demographie
Ende 2021 lebten in Sampang 927.632 Menschen, davon 468.120 Frauen und 459.512 Männer. Die Bevölkerung besteht aus Maduresen, Javanern und chinesischen Indonesiern. Vorherrschende Religion ist der Islam (99,97 %), Christen waren mit 0,03 % vertreten (192 Protestanten, 64 Katholiken).
44,97 Prozent der Gesamtbevölkerung waren Ende 2021 ledig; 50,41 Prozent verheiratet; 1,12 Prozent geschieden und 3,50 Prozent verwitwet.